# Combretum polyanthum
Combretum polyanthum là một loài thực vật có hoa trong họ Trâm bầu. Loài này được Jongkind mô tả khoa học đầu tiên năm 1999.